# 身為暗殺者的我明顯比勇者還強
《身为暗杀者的我明显比勇者还强》是由日本小说家赤井祭创作的轻小说，于2017年在成为小说家吧连载，2017年11月在OVERLAP出版。
改编漫画由合鸭博之担任作画，于2018年7月在Comic Gardo连载，并于2019年1月开始出版。改編漫畫入圍2020年電子漫畫大賞（電子漫畫大獎）（みんなが選ぶ!!電子コミック大賞）輕小說部門提名名單。改編電視動畫預計2025年10月播出。

## 剧情介绍
存在感薄弱的高中生织田晶，在某一天和同班同学一起被召唤到异世界里。被召唤过去的人都获得特殊的能力，晶也不例外，获得了“暗杀者”这一项技能。晶本以为此技能平平无奇，然而所有属性数值都在同学之上，甚至比勇者还要高。

## 登场人物

### 主要人物
織田晶（聲：大塚剛央）
本作主角。來自日本的異界人，職業為暗殺者，存在感薄弱，但實力比身為勇者的佐藤司還高，也因此讓騎士團長薩蘭對其感興趣，因雷迪斯公主殺害薩蘭後並將此事嫁禍於自己，為此四處流亡，自從逃出雷迪斯後便誓言要為薩蘭復仇。
艾蜜莉亞·羅絲寇茲（聲：水野朔）
本作女主角。精靈國弗倫斯特的公主，有著異於其他精靈族的白髮紅瞳，擁有蘇生魔法，因妹妹的陷害，被以殺害王族之罪追殺，同時還被貫上「忌之子」的惡名。
夜（聲：小林沙苗）
原隸屬魔王軍，本體為黑貓。曾因為受魔王的命令摧毀了阿朵雷亞，因此擁有【阿朵雷亞的惡夢】之稱，後來在迷宮內敗給晶，並與之結締契約且賜名。
莉亞·拉古恩（聲：田村好）
薩蘭·密斯雷（聲：諏訪部順一）
雷迪斯王國的騎士團長王國的騎士團長，擁有【魔眼】技能，是少數能注意到晶的人，同時也願意和晶交換情報，為晶在異世界少數可信任的人之一，同時也常被晶視為恩師，最終遭雷迪斯公主殺害，事後公主便將此事嫁禍于晶，同時他的死也成為晶復仇的導火線。

## 出版书籍

### 轻小说
| 冊数 | OVERLAP文库    | OVERLAP文库            |
| 冊数 | 发售日期       | ISBN                   |
| ---- | -------------- | ---------------------- |
| 1    | 2017年11月25日 | ISBN 978-4-86554-280-6 |
| 2    | 2018年3月25日  | ISBN 978-4-86554-327-8 |
| 3    | 2019年1月25日  | ISBN 978-4-86554-376-6 |
| 4    | 2021年2月25日  | ISBN 978-4-86554-845-7 |

### 漫画
| 冊数 | OVERLAP文库   | OVERLAP文库            | 东立出版社     | 东立出版社             |
| 冊数 | 发售日期      | ISBN                   | 发售日期       | ISBN                   |
| ---- | ------------- | ---------------------- | -------------- | ---------------------- |
| 1    | 2019年1月25日 | ISBN 978-4-86554-443-5 | 2020年11月16日 | ISBN 978-957-26-5460-6 |
| 2    | 2019年8月25日 | ISBN 978-4-86554-537-1 |                |                        |
| 3    | 2020年5月25日 | ISBN 978-4-86554-669-9 |                |                        |
| 4    | 2022年7月25日 | ISBN 978-4-8240-0033-0 |                |                        |
| 5    | 2023年9月25日 | ISBN 978-4-8240-0615-8 |                |                        |
| 6    | 2025年2月25日 | ISBN 978-4-8240-1096-4 |                |                        |